# Zhou Wenzhong
Zhou Wenzhong (en chino: 周文重; Jiangsu, 1945) es un político y diplomático chino y ocupó el cargo de embajador de la República Popular China en los Estados Unidos.

## Biografía
Zhou Wenzhong nació en la provincia de Jiangsu en agosto de 1945. Estudió en la Universidad de Bath y se graduó en la Escuela de Economía de Londres. 
Zhou fue embajador en Barbados y en Antigua y Barbuda de 1990 a 1993. Entre 1998 y 2001, sirvió como embajador en Australia. Tuvo a su cargo diversos cargos en el Ministerio de Asuntos Exteriores, siendo  director del Departamento de Asuntos Americanos hasta 1994. En el 2001 es promovido como ministro asistente y en el 2003 llega a ser viceministro de Asuntos Exteriores. En el 2005, Zhou Wenzhong es nombrado embajador de la República Popular China en Estados Unidos.

## Vida personal
Zhou está casado con Shumin Xie y tiene una hija.